# Jean Laurent d’Aubrespy de Courselles
 Jean Laurent d’Aubrespy de Courselles , né le 17 février 1752 à Longwy (bailliage de Longwy), mort le 31 juillet 1821 à Reims (marne), est un militaire français de la Révolution et de l’Empire.

## États de service
Il entre en service le 21 avril 1768, comme volontaire dans la légion royale, et il fait avec ce corps les campagnes de Corse de 1768 et 1769, en qualité de lieutenant à la suite de l’état-major. En avril 1772, il passe dans la compagnie des gendarmes écossais, et le 9 août suivant, il reçoit un coup de feu au bras droit qui nécessite l’amputation. L’année suivante, le gouvernement lui accorde une pension sur l’hôtel royal des invalides, et le 19 mai 1774, le ministre de la guerre lui délivre un brevet de premier lieutenant à la suite de cet hôtel.
Aide de camp du lieutenant-général de Mézières, il le suit en août 1774, et il est nommé officier major de la place de Mont-Dauphin le 22 mai 1781. L’année suivante, il obtient l’autorisation de servir comme volontaire aux sièges de Mahon et du fort Saint-Philippe (en), sous les ordres du duc de Crillon.
Le 7 août 1791, il est employé à Metz, en qualité d’adjudant de place, et en 1792, il est appelé à l’armée du Centre. Il combat à Halanzy, à Fontoy le 19 août, à Ladonchamps et à Valmy le 20 septembre 1792. Le 1er novembre il est nommé capitaine adjudant de place à Verdun, et le 8 octobre 1793, il est affecté au dépôt général de cavalerie qui vient d’être organisé dans les Ardennes.
Le 12 avril 1794, il commande la citadelle de Verdun, et le 19 juin suivant, il obtient des lettres de service du grade d’adjudant-général chef de brigade. De 1793 à l’an IV, il est chargé de l’inspection et de l’organisation de la cavalerie des armées du Nord, de la Moselle, de Sambre-et-Meuse et de Rhin-et-Moselle. Le 25 novembre 1795, il reprend le commandement de la citadelle de Verdun, et en octobre 1796, il est employé à la défense du fort de Kehl. Après l’armistice d’Offenburg, il reprend son commandement à Verdun le 24 avril 1797, puis il est successivement chargé du commandement des départements de la Meuse et de la Marne. Il est fait chevalier de la Légion d’honneur le 25 mars 1804, et il est créé chevalier de l’Empire le 20 juillet 1808. 
Il est remplacé à Verdun le 7 décembre 1811, et destiné à un autre commandement d’armes, il obtient celui de la citadelle de Barcelone que le 8 janvier 1813. Il est admis à la retraite le 10 février de la même année.
Il meurt le 31 juillet 1821 à Reims.
Il était titulaire de la croix de chevalier de Saint-Louis.

## Distinctions
- Chevalier de l'ordre royal et militaire de Saint-Louis
- Chevalier de la Légion d'honneur le 25 mars 1804

## Armoiries
| Armoiries | Nom du chevalier et blasonnement |
| --------- | --- |
|           | Chevalier Jean Laurent d’Aubrespy de Courselles et de l'Empire, lettres patentes du 20 juillet 1808. D'azur à trois tours d'or terrassées de même ; à la champagne de gueules chargée du signe des chevaliers légionnaires. |

## Sources
- A. Lievyns, Jean Maurice Verdot, Pierre Bégat, Fastes de la Légion-d'honneur, biographie de tous les décorés accompagnée de l'histoire législative et réglementaire de l'ordre, Tome 4, Bureau de l’administration, 1844, 640 p. (lire en ligne), p. 282.
- « Cote LH/67/26 », base Léonore, ministère français de la Culture
- « La noblesse d’Empire » (consulté le 16 septembre 2016)
- Vicomte Révérend, Armorial du premier empire, tome 1, Honoré Champion, libraire, Paris, 1897, p. 26.
- Danielle Quintin et Bernard Quintin, Dictionnaires des colonels de Napoléon, S.P.M., 2013, 978 p. (ISBN 978-2-296-53887-0, lire en ligne), p. 53